# Tanorexia
Tanorexia é uma compulsão por estar bronzeado.
Reflecte-se nas pessoas que tem o vicio de estar sempre ao Sol e afecta, sobretudo, mulheres entre os 20 e os 30 anos.